# Oster (Ukraine)
 Ikke at forveksle med Oster (flod).
Oster (ukrainsk: Осте́р ukrainsk udtale: [osˈtɛr]; russisk: Остёр) er en by beliggende hvor floden Oster løber ud i Desna, i Tjernihiv rajon, Tjernihiv oblast i Ukraine. Oster er hjemsted for administrationen af Oster urban hromada, en af hromadaerne i Ukraine. Byen har 5.655 (2021) indbyggere.
Oster er i dag en flodhavn med en bomulds- og tekstilfabrik samt fødevareindustri. Nogle dele af den gamle fæstning i Oster er bevaret, ligesom resterne af Sankt Michaels Kirke, der blev bygget i 1098 og er den eneste bevarede kirke fra det middelalderlige fyrstendømme Perejaslav.

## Historie
Oster blev grundlagt i 1098 af Vladimir Monomakh under navnet Gorodets, en fæstning, der tilhørte fyrstendømmet Pereiaslav, som senere blev arvet af hans søn fyrst Jurij Dolgorukij. I 1240 blev den ødelagt af den Mongolske invasion, hvorefter den forblev i ruiner i et århundrede. Efter ødelæggelsen af fortet opstod der i stedet en landsby ved navn Stary Oster eller Starogorodkaya. I begyndelsen af det 14. århundrede opstod en nyere bebyggelse tættere på Desna, ved navn Oster.
Fra 1356 var Oster under kontrol af Storhertugdømmet Litauen, og fra 1569 var den under Lublinunionen en del af det Den polsk-litauiske realunion. I 1648 blev det en del af et Ujezd (amt) under Perejaslav-regimentet. Fra 1654 var Oster under Det Russiske Kejserriges kontrol. I 1622 blev konge Johan 2. Kasimir Vasa af Polen tildelte Oster Magdeburgrettigheder og et våbenskjold. Efter hårde kampe under den Ukrainske uafhængighedskrig blev polsk styre igen etableret i Oster, men i februar 1664 blev polakkerne med støtte fra lokalbefolkningen drevet tilbage af kosakker og russerne.